# Momio
Momio es un neologismo chileno de carácter peyorativo e irónico para referirse a partidarios de la derecha conservadora. A pesar de su connotación despectiva —derivada del término «momia»— hay quienes sostienen que tras la caída del gobierno socialista de Salvador Allende «llegó a ser sinónimo de virilidad y fortaleza» frente a los embates de dicha administración. Tras la dictadura militar de Augusto Pinochet cae en desuso, siendo sustituido por el equivalente «facho». Su opuesto vendría a ser «upeliento» (por UP, Unidad Popular), o partidario de ideologías izquierdistas. Este último modismo también se encuentra en desuso hoy, el cual ha sido sustituido mayormente por el modismo "zurdo".